# Parafia św. Józefa Robotnika w Gniewinie
Parafia Świętego Józefa Robotnika w Gniewinie – rzymskokatolicka parafia w Gniewinie. Należy do dekanatu gniewińskiego Diecezji pelplińskiej. Erygowana w 1977 roku.